# Квашнин, Иван Фирсович
Иван Фирсович Квашнин (13 января 1906, дер. Прядино, Новгородская губерния — 20 февраля 1940, Выборгская губерния, Финляндия) — военный лётчик, Герой Советского Союза (посмертно).

## Биография
Родился 13 января 1906 года в деревне Прядино (ныне Шекснинского района Вологодской области). Русский. Окончил Сиземскую начальную школу. Был руководителем Сиземской комсомольской ячейки.
В 1925—1928 годах учился на рабфаке в Вологде.
В 1928—1930 годах — служил в РККА. Член ВКП(б) с 1929 года. В 1930 году поступил на 1-й курс Московского энергетического института.
Вновь призван в РККА в 1931 году. Окончил Военно-теоретическую школу лётчиков (Ленинград), Первую военную школу лётчиков им. А. Ф. Мясникова, а затем курсы комиссаров-лётчиков.
Участвовал в советско-финской войне. Был военным комиссаром 3-й эскадрильи 58-го скоростного бомбардировочного авиаполка 55-й скоростной бомбардировочной авиабригады ВВС 7-й армии Северо-Западного фронта. Совершил 23 боевых вылета.
26 декабря 1939 года в районе н.п. Нильпя эскадрилья Квашнина разгромила колонну противника. В декабре 1939 года одним из первых в полку был награждён медалью «За отвагу».
19 февраля 1940 года сопровождал товарища на подбитом самолёте до аэродрома.
20 февраля 1940 года в районе г. Выборг во время выполнения боевого задания бомбардировщик Квашнина был сбит огнём зенитной артиллерии. Похоронен в братской могиле в Выборге (мемориал советским воинам при въезде в Выборг).
21 марта 1940 года старший политрук Квашнин Иван Фирсович был удостоен звания Герой Советского Союза посмертно.

Командование писало о нём: 
«Тов. Квашнин был любимым комиссаром в эскадрилье и полку. Его гибель вызвала среди личного состава ещё большую ненависть к врагу. Память о бесстрашном комиссаре, отлично владевшем лётным делом, будет вечно жить и звать на подвиги».

## Награды
- Медаль «Золотая Звезда» Героя Советского Союза.
- Орден Ленина.
- Медаль «За отвагу» (декабрь 1939[3]).

## Память
- Часть Левашовского проспекта в Ленинграде от Каменноостровского проспекта до Ординарной улицы в 1940—1966 годах называлась улицей Квашнина[4].
- Бюст И. Ф. Квашнина установлен в Шексне.